# 알리오나 사브첸코
알리오나 사브첸코(독일어: Aljona Savchenko, 우크라이나어: Олена Валентинівна Савченко 올레나 발렌티니우나 사우첸코[*], 러시아어: Алёна Валентиновна Савченко 알료나 발렌티노브나 삽첸코[*], 1984년 1월 19일~)는 우크라이나 출신의 여자 피겨스케이팅 선수이다. 현재는 독일 국적으로 브루노 마소트와 짝을 지어 페어로 활동하고 있다.
우크라이나 소비에트 사회주의 공화국의 키예프에서 태어났으며, 어린 시절부터 스케이트를 탔다. 우크라이나의 유망주로 스타니슬라프 모로조프와 함께 페어로 활동, 2001년 세계 주니어 선수권 대회에서 우승했으며, 2002년 동계 올림픽에서 15위에 올랐다. 그 후 모로조프와 결별하고 독일로 옮겨, 새 파트너 로빈 졸코비와 활동하기 시작했다. 2004년 독일 선수권에서 우승했으며, 2005년 세계 선수권에서 6위에 올랐다. 2005년 12월, 정식으로 독일 국적을 취득했으며, 2006년 동계 올림픽에 독일 대표로 출전, 6위에 올랐다. 2008년~2009년 세계 선수권에서 우승하는 등 독일 대표인 사브첸코와 졸코비 조는 세계적인 페어 선수로 활동하고 있다. 이들은 2010년 동계 올림픽에서 동메달을 획득하였다.